# Johann II. (Holstein-Kiel)

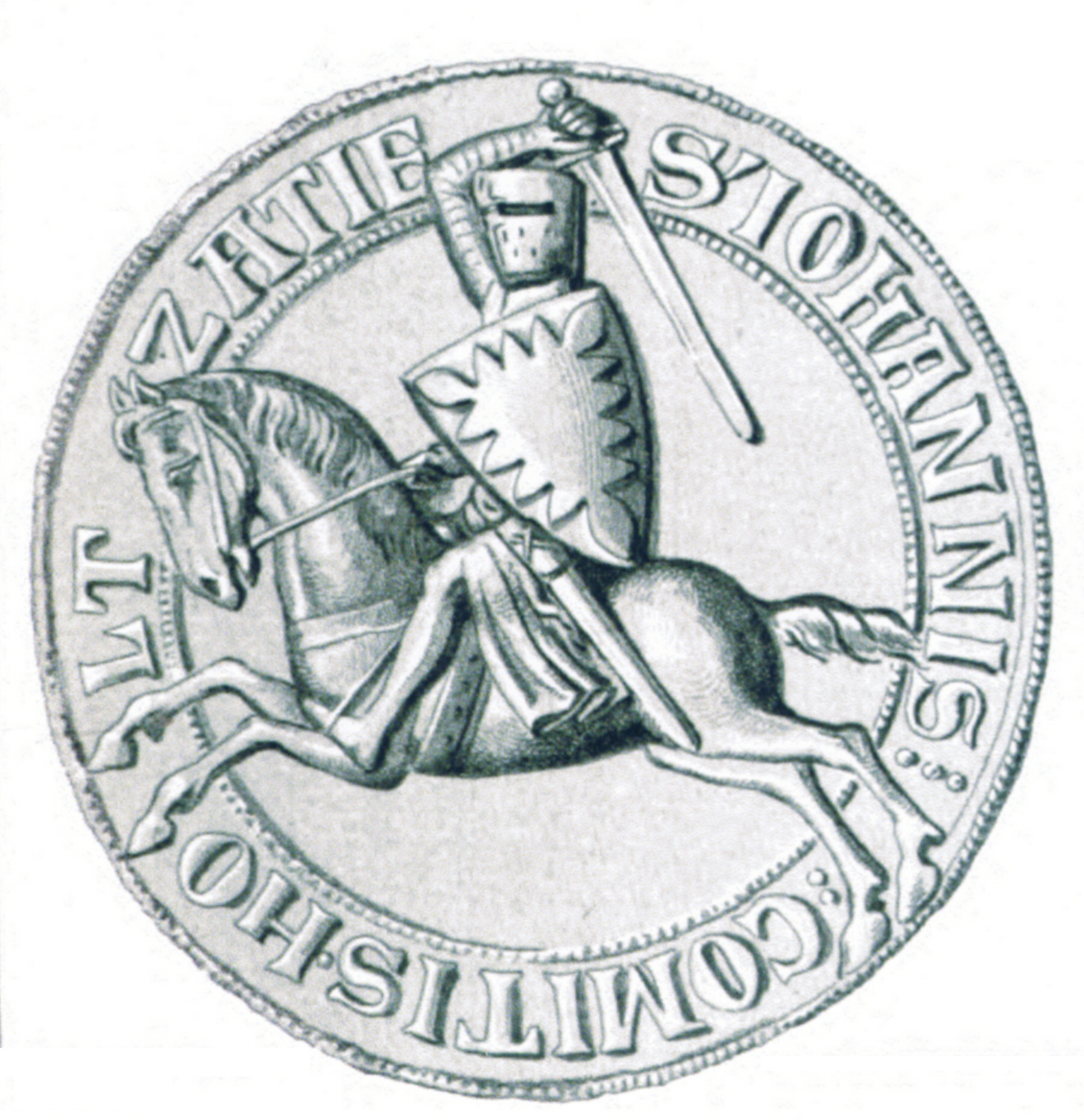
Siegel des Johann II. aus der Zeit von 1271–1302

Johann II. der Einäugige (* 1253; † 1321) war Graf von Holstein-Kiel.

## Leben
Er war einer der beiden Söhne des Grafen Johann I. von der Kieler Linie der Schauenburger. Nach einer Landesteilung mit seinem Onkel, dem Grafen Gerhard I. von Holstein-Itzehoe, und seinem älteren Bruder, dem Grafen Adolf V. von Holstein-Segeberg, erhielt Johann II. den von der Kieler Förde bis an die Quellen der Alster und Pinnau reichenden Kieler Anteil an der Grafschaft Holstein. Johann II. nahm seine Residenz in der Burg von Kiel. Nach dem Tod seines Bruders Adolf V., der kinderlos geblieben war, fiel ihm 1308 auch dessen Herrschaftsgebiet zu. Er war ein glückloser Herrscher.

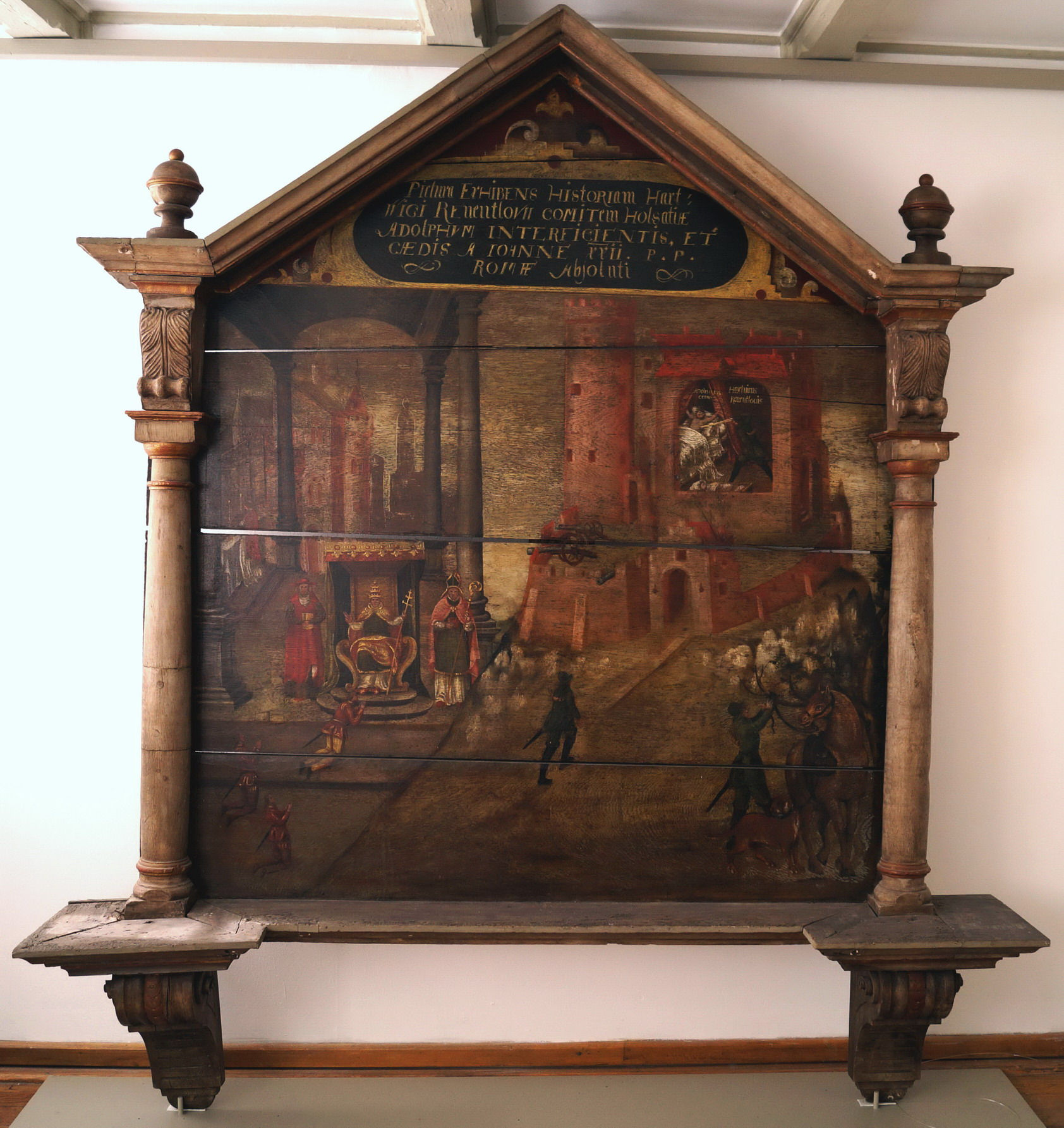
Tafelbild in der Segeberger Marienkirche mit Darstellung des Mordes an Johanns Sohn Adolf (rechts oben). Die Szene links zeigt den Mörder vor Papst Johannes XXII.

Aus seiner Ehe mit der dänischen Königstochter Margarethe hatte Johann zwei Söhne. Beide kamen unter nicht geklärten Umständen ums Leben: Christoph starb 1313 durch einen Sturz aus dem Fenster einer der gräflichen Burgen. Zwei Jahre später wurde Adolf auf der Siegesburg von dem Schlosshauptmann Hartwig Reventlow im Bett erschlagen. Der Mörder kam glimpflich davon: Er pilgerte zum Papst nach Avignon und erhielt Absolution. Angeblich hatte Adolf seine Tochter vergewaltigt und einen seiner Brüder erschlagen. Wahrscheinlicher ist, dass Graf Gerhard III. von Holstein-Rendsburg hinter den Todesfällen steckte. Auf jeden Fall eigneten sich Johanns Großneffen, die Grafen Gerhard III. von Holstein-Rendsburg und Johann III. von Holstein-Plön, bald nach dem unnatürlichen Tod von Johanns beiden Söhnen die Gebiete der Kieler Linie an. Johann II. wurde 1316 abgesetzt und lebte bis zu seinem Tod 1321 von den Einkünften aus der Stadt Kiel und ihrer näheren Umgebung. Aber noch 1320 verlieh er Henricus de Culmine das Privileg, in Kiel eine Gelehrtenschule zu gründen.
Seinen Beinamen verdankte er einem unglücklichen Hühner-Knochen-Wurf seines Hofnarren, der den Verlust der Sehkraft eines ungewollt getroffenen Auges nach sich zog.

## Ehen und Nachkommen
Johann II. war mit Margarethe von Dänemark, einer Tochter des Königs Christoph I., verheiratet und hatte mit ihr zwei Söhne:
- Christoph († 1313)
- Adolf († 1315)

## Siegel
(s.Abb.) Umschrift S(IGILLUM)*IOHANNIS*COMITIS*HOLTZATIE (Siegel Johanns Graf von Holstein)